# Bulletproof (serie televisiva)
Bulletproof è una serie televisiva britannica ideata da Noel Clarke, Ashley Walters (che sono anche i protagonisti) e Nick Love.
La serie segue i detective della National Crime Agency (NCA), Aaron Bishop e Ronnie Pike Jr., che indagano su alcuni dei criminali più pericolosi del paese, compresi trafficanti di droga e rapinatori armati. I due sono supervisionati dal loro capo, Sarah Tanner.
La serie è stata trasmessa su Sky One dal 15 maggio 2018 al 3 febbraio 2021.

## Trama
Aaron Bishop e Ronnie Pike sono amici d'infanzia, anche se provenienti da contesti molto diversi.
Ronnie proviene da una famiglia borghese di alto rango con una storia nella polizia. Suo padre, attualmente lavora come direttore generale della National Crime Agency. Bishop, invece, è cresciuto nelle case adottive e per le strade.
Nonostante le loro differenze, mantengono uno stretto legame fraterno e lavorano insieme come detective per la NCA a Londra, occupandosi di reati gravi organizzati.

## Episodi
| Stagione         | Episodi | Prima TV UK | Prima TV Italia |
| ---------------- | ------- | ----------- | --------------- |
| Prima stagione   | 6       | 2018        | 2021            |
| Seconda stagione | 8       | 2020        | 2021            |
| Terza stagione   | 3       | 2021        | 2021            |

## Personaggi e interpreti

### Principali
- Aaron "Bish" Bishop (stagioni 1-3), interpretato da Noel Clarke, doppiato da Andrea Lavagnino.
Detective ispettore della National Crime Agency.
- Ronald "Ronnie" Pike Jr (stagioni 1-3), interpretato da Ashley Walters, doppiato da Paolo Vivio.
Detective ispettore della NCA.
- Sarah Tanner (stagioni 1-3), interpretata da Lindsey Coulson, doppiata da Barbara Castracane.
Detective capo ispettrice della NCA.
- Chris Munroe (stagioni 1-3), interpretato da Jason Maza, doppiato da Giuseppe Russo.
Detective sergente della NCA.
- Tim "Jonesy" Jones (stagioni 1-2), interpretato da David Elliot, doppiato da Francesco Pezzulli.
Detective sergente della NCA.
- Nell McBride (stagione 1), interpretata da Christina Chong, doppiata da Giulia Franceschetti.
Detective sergente della NCA.
- Kamali Khan (stagione 1), interpretato da Mandeep Dhillon, doppiata da Mattea Serpelloni.
Detective poliziotto della NCA.
- Scarlett 'Scooch' Hailton (stagioni 2-3), interpretata da Olivia Chenery, doppiata da Joy Saltarelli.
Detective ispettrice della NCA.
- Paige Pennington (stagioni 2-3), interpretata da Lucie Shorthouse, doppiata da Elena Perino.
Detective poliziotta della NCA.
- Ronald Pike Sr (stagione 1), interpretato da Clarke Peters, doppiato da Stefano Mondini.
Padre di Pike e direttore generale della National Crime Agency.
- Richard Cockridge (stagione 2), interpretato da Lee Ross.
Vice direttore generale della NCA.
- Arjana Pike (stagioni 1-3), interpretata da Lashana Lynch (stagione 1) e da Vanessa Vanderpuye (stagioni 2-3), doppiata da Eleonora Reti (stagione 1) e da Valentina Favazza (stagioni 2-3).
Avvocata e moglie di Ronnie.
- Ali Pike (stagioni 1-3), interpretata da Jodie Campbell.
Figlia maggiore di Ronnie e Arjana.
- Donna Pike (stagioni 1-3), interpretata da Florisa Kamara.
Figlia minore di Ronnie e Arjana.

### Ricorrenti
- Charlotte Carmel (stagione 1), interpretata da Caroline Goodall, doppiata da Claudia Razzi.
Vice sindaco di Londra.
- Dott.ssa Sophie Latimer (stagione 1), interpretata da Emma Rigby, doppiata da Elena Perino.
Fidanzata di Bishop.
- Anna Markides (stagione 2), interpretata da Gala Gordon.
- Alex Markides (stagione 2), interpretato da Stavros Zalmas, doppiato da Franco Mannella.
- Mikey Markides (stagione 2), interpretato da Ben Tavassoli, doppiato da Stefano Sperduti.
- Eleanor Markides (stagione 2), interpretata da Gina Bellman.

## Produzione
La serie è stata co-creata e principalmente scritta dallo sceneggiatore e regista Nick Love, che è stato contattato da Sky per lavorare alla serie dopo il suo lavoro sul remake del 2012 di The Sweeney. Walters e Clarke hanno dichiarato a Deadline Hollywood che la serie è stata ispirata da film come Arma letale e Bad Boys, citando che "l'umorismo e i momenti divertenti provengono dalle relazioni tra i personaggi". La canzone di apertura della serie, "All Goes Wrong", è stata scelta personalmente da Clarke e Walters.
Il 19 giugno 2018, lo stesso giorno della messa in onda del finale della prima stagione, è stato annunciato che la serie è tornata con una seconda stagione di 8 episodi e poi con una terza e ultima stagione di 3 episodi.